# Juan Carlos Navarro (futbolista)
Juan Carlos Navarro (San Miguel de Tucumán, Tucumán, 3 de julio de 1928) fue un futbolista argentino que jugaba como delantero.

## Trayectoria

### Atlético Tucumán
Navarro debutó en Atlético Tucumán en el año 1947, destacándose rápidamente por su habilidad. Jugó en Atlético hasta 1949, donde fue transferido al fútbol de Buenos Aires.

### Independiente
En 1950 llega a Independiente para disputar el Campeonato de 1950, donde terminó en tercera posición, por detrás de Racing y Boca. Navarro jugó en Independiente hasta 1952 y durante su pasó por el rojo siempre terminó entre los cuatro primeros lugares del campeonato.

### Boca
Llegó a Boca en 1953 y en 1954 se consagró campeón, cortando una racha negativa de 10 años. Jugó en Boca hasta 1955.

### Vélez
En 1956 llega a Vélez, donde jugaría hasta 1957, cuando se retiró del futbol.

## Clubes
| Club             | País      |
| ---------------- | --------- |
| Atlético Tucumán | Argentina |
| Independiente    | Argentina |
| Boca             | Argentina |
| Vélez            | Argentina |

## Palmarés
| Título           | Equipo | País      | Año  |
| ---------------- | ------ | --------- | ---- |
| Primera División | Boca   | Argentina | 1954 |